# Clavichorema pillimpilli
Clavichorema pillimpilli är en nattsländeart som beskrevs av Schmid 1957. Clavichorema pillimpilli ingår i släktet Clavichorema och familjen Hydrobiosidae. Inga underarter finns listade i Catalogue of Life.

## Bildgalleri

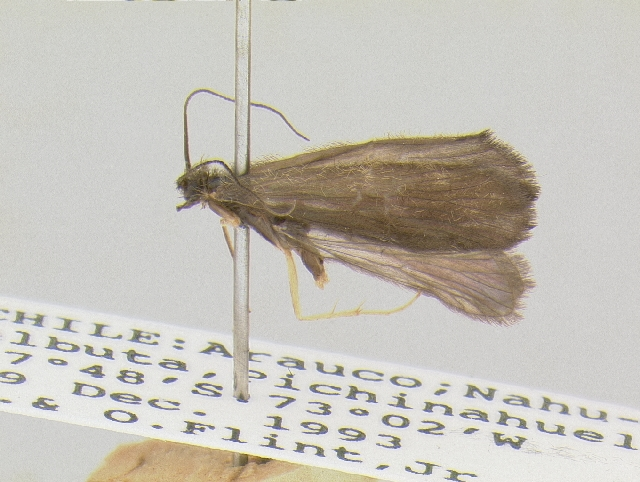